# Brotia cylindrus
Brotia cylindrus е вид охлюв от семейство Pachychilidae.

## Разпространение
Този вид е разпространен във Виетнам, Малайзия (Западна Малайзия) и Тайланд.